# Giovanni Battista Paolucci
Giovanni Battista Paolucci (Saltara, 15 novembre 1833 – Viterbo, 15 novembre 1892) è stato un arcivescovo cattolico italiano.

## Biografia
Proveniente da una famiglia semplice, intraprese la formazione ecclesiastica presso il seminario diocesano di Fano, per poi perfezionare i propri studi nella prestigiosa sede del Seminario Pio a Roma. Dopo alcuni anni dedicati all'insegnamento nel seminario fanese, divenne canonico della cattedrale cittadina e, in seguito, ricoprì il ruolo di vicario generale tra il 1871 e il 1876. In quell'anno fu elevato all'episcopato da papa Pio IX, che lo destinò alla guida delle diocesi di Nepi e Sutri.
Nel 1878 assunse temporaneamente l'amministrazione della diocesi di Perugia e gli fu assegnato il titolo di arcivescovo di Adrianopoli di Emimonto, poco dopo, il 27 febbraio 1880, venne trasferito a Viterbo come nuovo vescovo, mantenendo titolo personale di arcivescovo. Fece il suo ingresso solenne nella città il 4 aprile dello stesso anno, accolto da una cerimonia durante la quale il canonico Pietro Artemi tenne un discorso celebrativo. L'anno seguente intraprese una lunga visita pastorale, che si protrasse per due anni, rappresentando l'ultima di quel secolo per la diocesi.
In collaborazione con monsignor Simone Medichini, suo compagno d'infanzia al Seminario Pio, si dedicò al rafforzamento e alla riorganizzazione del seminario diocesano. In parallelo, promosse la nascita di un collegio convitto nei medesimi ambienti, affidandone la gestione a monsignor Eutizio Parsi.
Dal 1884 assunse la responsabilità anche dell'abbazia di San Martino al Cimino. L'anno seguente tentò invano di riaprire al culto la chiesa di Santa Maria in Gradi; riuscì tuttavia a ottenere il trasferimento delle spoglie e dei monumenti sepolcrali di papa Clemente IV e di altri personaggi illustri nella chiesa di San Francesco, ceduta nel frattempo al Comune.
Nel 1892, per disposizione della Santa Sede, venne stabilita la separazione amministrativa tra seminario e convitto. Le scelte compiute in ambito formativo e la gestione talvolta controversa delle parrocchie generarono tensioni e incomprensioni tra una parte del clero e alcuni fedeli.
Nel 1886 aveva autorizzato l'apertura di un seminario minore destinato ad accogliere giovani poveri presso la parrocchia di San Leonardo.
Colpito da gravi problemi di salute a partire dal 1891, morì improvvisamente il 9 novembre 1892 a causa di una grave emorragia gastrica. Fu sepolto nella cappella del clero nel cimitero di San Lazzaro a Viterbo.

## Genealogia episcopale e successione apostolica
La genealogia episcopale è:
- Cardinale Scipione Rebiba
- Cardinale Giulio Antonio Santori
- Cardinale Girolamo Bernerio, O.P.
- Arcivescovo Galeazzo Sanvitale
- Cardinale Ludovico Ludovisi
- Cardinale Luigi Caetani
- Cardinale Ulderico Carpegna
- Cardinale Paluzzo Paluzzi Altieri degli Albertoni
- Papa Benedetto XIII
- Papa Benedetto XIV
- Papa Clemente XIII
- Cardinale Marcantonio Colonna
- Cardinale Giacinto Sigismondo Gerdil
- Cardinale Giulio Maria della Somaglia
- Cardinale Carlo Odescalchi
- Cardinale Costantino Patrizi Naro
- Vescovo Giovanni Battista Paolucci